# Lionel Rose
Lionel Edward Rose, MBE (ur. 21 czerwca 1948 w Warragul, zm. 8 maja 2011 tamże) – australijski bokser wagi koguciej, pierwszy mistrz świata boksu pochodzenia aborygeńskiego.